# A ganar
 A Ganar  es el sexto capítulo de la cuarta temporada de la serie El Ala Oeste.

## Argumento
El equipo de la Casa Blanca viaja a California para el debate decisivo. Toby sigue pidiendo en matrimonio a su exmujer Andy Wyatt, mientras explota al comprobar ciertas dudas del Presidente. La primera seguirá negándose, ante su desesperación, por no ver lo suficiente a sus gemelos. Respecto a las dudas presidenciales, todo termina siendo una broma del jefe de gobierno. Está listo ante el debate.
Poco antes del debate se le encomienda una misión a Charlie: buscar la corbata de la suerte que usó el Presidente en el debate de la campaña anterior, que le prestó Josh en el último momento. La encuentra, pero vale porque ha quedado estropeada en la tintorería. Segundos antes de empezar el debate, la primera dama, Abigail Bartlet le corta la corbata a su marido, ante ciertas dudas que tiene este por no tener la suya “de la suerte". Espantado, su equipo le pondrá una nueva: la que lleva Josh.
El debate finalmente es un éxito y el Presidente Bartlet sale claramente vencedor a pesar de no usar las respuesta cortas que había preparado Josh. Querían evitar parecer arrogantes ante la opinión pública pero es más importante dar soluciones complejas a problemas difíciles porque el país así lo necesita.
C.J. prepara la intervención del republicano Albie Duncan que apoyará al Presidente Bartlet durante el debate. Ha sido experto en política exterior y tiene una opinión muy clara sobre sus relaciones con China. Ideas que son compartidas por el jefe de gobierno. Al igual que este, es partidario de dar respuestas elaboradas a las dificultades del mundo actual.
Por último, Sam viaja a San Diego para liquidar la candidatura de un político demócrata recientemente fallecido que se presentaba en el condado de Orange. Allí conocerá al equipo que tenía este en las elecciones, donde sobresale Will Bailey, jefe de campaña, y Elsie Snuffin, que escribe unos discursos brillantes. Tras no poder evitar cerrar la campaña, le comentará al primero que si ganan se ofrecerá el mismo como representante demócrata en el condado.

## Premios
- Nominado al mejor guion de serie dramática a Aaron Sorkin y Paul Redford (Premios WGA)